# Avangart
Die Tramplin Avangart in Worochta, auch Tramplin Porkka oder Avangard genannt, besteht aus mehreren Skisprungschanzen. Zur Anlage gehören zwei kleine Schanzen der Kategorie K 20 und K 45, eine mittlere Schanze K 75 und eine normale Schanze der Kategorie K 90. Die Schanzen sind mit Matten belegt.

## Geschichte
In der damaligen Sowjetunion (UdSSR) baute der Verein 1955 eine Schanze. 1973 belegte man die Schanzen mit Matten, dass auch das Sommer-Training für Jugendliche möglich war. Nach dem Umbruch der Sowjetunion wurde die Ukraine nicht gefördert und so wurden die Schanzen nicht mehr sooft benutzt.